# Anne de Montmorency (Corneille de Lyon)
Pour les articles homonymes, voir Anne de Montmorency.
Anne de Montmorency est un tableau sur huile sur bois réalisé par Corneille de Lyon, qui représente le portrait d'Anne de Montmorency, conseiller du roi François Ier, avant d'être grand maître et connétable de France. Le tableau semble daté d'entre 1533 et 1536. Le tableau mesure 16,4 cm de haut sur 13,3 cm de large. Le fond est vert. Il est conservé dans le musée des Beaux-Arts à Boston, qui l'a acquis en 1924.

## Analyse
La date de réalisation du tableau est établie à partir des costumes et de l'âge estimé du modèle. On sait qu'Anne est à Lyon en 1533 pour l'entrée solennelle de la reine Éléonore, en tant que maréchal, et en 1536 lors du séjour de la cour dans la cité rhodanienne. Pour la datation, il est possible de s'aider de deux crayonnés du musée Condé de Chantilly (cat. Broglie, nos 21 et 29) et de nombreuses autres toiles dont il était friand. Il existe une réplique de ce portrait, inachevé, conservé par des particuliers. Leur comparaison permet d'étudier les phases de travail du peintre. 